# Campeonato manomanista 2006
La LXI edición del Campeonato manomanista, máxima competición de pelota vasca en la variante de pelota mano profesional de primera categoría, se disputó en el año 2006. Fue la cuarta edición organizada por la LEPM (Liga de Empresas de Pelota Mano), compuesta por las dos principales empresas dentro del ámbito profesional de la pelota mano, Asegarce y ASPE.
En cuartos de final esperaban los cuatro semifinalistas de la edición anterior Martínez de Irujo, Olaizola II, Beloki y González, de conformidad con el modelo de competición instaurado desde el año 2003.
La mayor sorpresa de esta edición fue la actuación de Leiza, que siendo un debutante este en el Manomanista de 1ª, gracias a su victoria en el Manomanista de 2ª de 2005, alcanzó la ronda de cuartos de final contra todo pronóstico. Quien si cumplió los pronósticos fue Martínez de Irujo que recuperó la txapela perdía un año antes, frente a su mismo rival en la final de este año Olaizola II.

## Treintadosavos de final
| Fecha    | Frontón y localidad           | Rojo      | Azul               | Tanteo |
| -------- | ----------------------------- | --------- | ------------------ | ------ |
| 01/04/06 | Amorebieta IV, Amorebieta     | Agirre    | Urberuaga          | 22-08  |
| 31/03/06 | Municipal de Ceánuri, Ceánuri | Goñi III  | Leiza              | 06-22  |
| 02/04/06 | Madalensoro, Oyarzun          | Koka      | Martínez de Eulate | 22-20  |
| 03/04/06 | Beotibar, Tolosa              | Galarza V | Peñagarikano       | 18-22  |

## Dieciseisavos de final
| Fecha    | Frontón y localidad           | Rojo          | Azul         | Tanteo |
| -------- | ----------------------------- | ------------- | ------------ | ------ |
| 07/04/06 | Beotibar, Tolosa              | Bengoetxea VI | Agirre       | 22-02  |
| 08/04/06 | Labrit, Pamplona              | Barriola      | Leiza        | 07-22  |
| 10/04/06 | Beotibar, Tolosa              | Beloki        | Koka         | 22-13  |
| 09/04/06 | Municipal de Bergara, Vergara | Lasa III      | Peñagarikano | 07-22  |

## Octavos de final
| Fecha    | Frontón y localidad           | Rojo       | Azul          | Tanteo |
| -------- | ----------------------------- | ---------- | ------------- | ------ |
| 14/04/06 | Aritzbatalde, Zarauz          | Eugi       | Bengoetxea VI | 22-20  |
| 15/04/06 | Beotibar, Tolosa              | Olaizola I | Leiza         | 20-22  |
| 15/04/06 | Labrit, Pamplona              | Beloki     | Zearra        | 22-12  |
| 17/04/06 | Municipal de Bergara, Vergara | Xala       | Peñagarikano  | 13-22  |

## Cuartos de final
| Fecha    | Frontón y localidad      | Rojo              | Azul         | Tanteo |
| -------- | ------------------------ | ----------------- | ------------ | ------ |
| 01/05/06 | Labrit, Pamplona         | Olaizola II       | Eugi         | 22-4   |
| 02/05/06 | Aritzbatalde, Zarauz     | González          | Leiza        | 22-17  |
| 05/05/06 | Labrit, Pamplona         | Beloki            | Patxi Ruiz   | 22-01  |
| 06/05/06 | Atano III, San Sebastián | Martínez de Irujo | Peñagarikano | 22-14  |

## Semifinales
| Fecha    | Frontón y localidad      | Rojo              | Azul     | Tanteo |
| -------- | ------------------------ | ----------------- | -------- | ------ |
| 13/05/06 | Labrit, Pamplona         | Olaizola II       | González | 22-13  |
| 21/05/06 | Atano III, San Sebastián | Martínez de Irujo | Beloki   | 22-02  |

## Final
| Fecha    | Frontón y localidad      | Rojo              | Azul        | Tanteo |
| -------- | ------------------------ | ----------------- | ----------- | ------ |
| 04/06/06 | Atano III, San Sebastián | Martínez de Irujo | Olaizola II | 22-17  |

- Datos: Q6748744